# مستشفى النصر التخصصي
مستشفى النصر التخصصي للأطفال هي مستشفي تقدم الخدمات الطبية التخصصية من المستوى الثالث للاطفال في بورسعيد، بورسعيد، مصر.

## الوصف
المستشفي مقام علي مساحة 11673 متر مربع بسعة سريرية تبلغ 94 سرير ويتكون من مبنى رئيسي + ملحقاتة (مشرحة ونفايات - مغسلة ومطبخ - خزان الماء - محطة كهرباء).
تضم المستشفى ثلاث طوابق:
- الدور الأرضى يشمل: عيادات خارجية - الطوارئ - مكتب الإحالة - قسم الأشعة ويضم أشعة تشخيصية وعلاجية والطب النووي
- الدور الأول يشمل:  4 غرف عمليات - رعاية القلب (5 أسرة) - الرعاية العامة (5 أسرة)  - رعاية حديثي الولادة (4 أسرة) - غرف العزل (3 أسرة).
- الدور الثاني يشمل: قسم العلاج الكيماوي - قسم المعامل - الجناج الإداري.
- الدور الثالث يشمل: 49 سرير إقامة - غرفة ألعاب أطفال - كافيتريا - سكن الأطباء والطبيبات.